# Bufotes oblongus
Bufotes oblongus es una especie de anfibio anuro de la familia Bufonidae.

## Distribución geográfica
Esta especie se habita en el este de Khorassan y en el sur de Turkmenistán en las montañas Kopet-Dag.
Su presencia es incierta en el oeste de Afganistán.

## Publicación original
- Nikolski, 1896 : Diagnosis reptilium et amphibiorum novorum in Persia orientali a N. Zarudny collectorum. Annales du muséum de zoologie de l'académie impériale des sciences de Saint-Pétersbourg, vol. 4, p. 369-372[5]